# Slotø

Slotø är en liten dansk ö i Nakskov Fjord nära Sjællands sydspets. Ön är endast 0.2 kvadratkilometer till ytan och obebodd sedan 1960-talet.

Den ligger i Lollands kommun. 
På öns norra spets ligger ruinerna av Engelsborg, som var ett befäst örlogsvarv. Varvet grundades av Kung Hans 1508. Som första fartyg byggdes Engelen. Borgen fungerade även som administrativt centrum fram till 1523. Sedermera tappade Engelsborg sin betydelse. I början på 1600-talet väckte Kung Kristian IV liv i Engelsborg igen. Ånyo byggs här örlogsfartyg under en kort period 1623-1633. Det sista antas vara Norske Løve.  År 1636 gav kungen lov att hämta sten från Engelsborg. 
Under andra världskriget besköt engelsmännen tre danska fartyg (Java, Falstria och Jutlandia) som låg för ankar vid Slotø. Java sjönk men de två andra fick mindre skador. Jutlandia byggdes senare om och verkade som danskt sjukhusfartyg under Koreakriget. 